# 249 (nombre)
Cet article concerne le nombre 249. Pour les années, voir 249 et 249 av. J.-C..
Le nombre 249 (deux cent quarante-neuf) est l'entier naturel qui suit 248 et qui précède 250. C'est un entier de Blum.

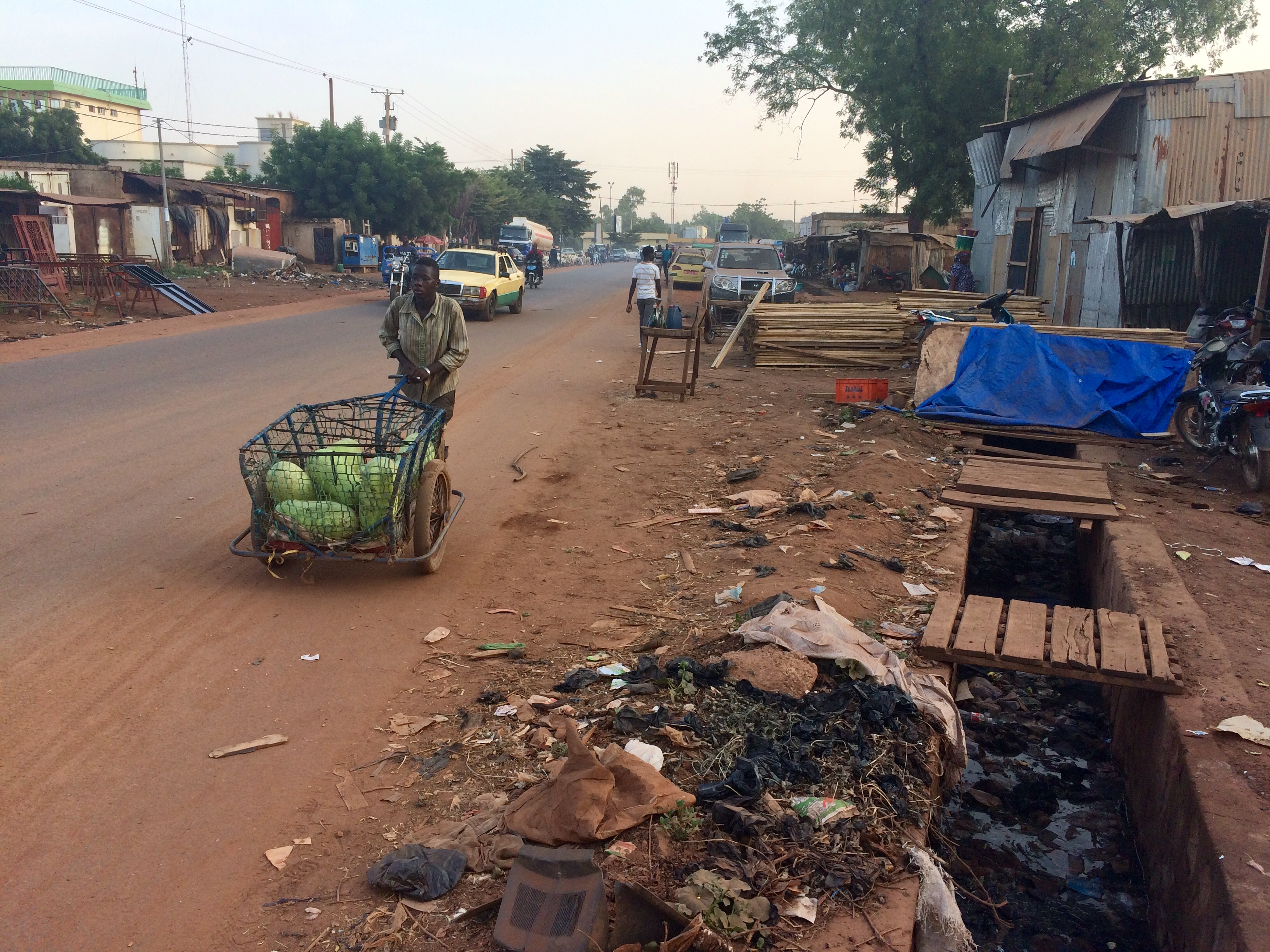
Rue No. 249 à Bamako, capitale du Mali